# Lista de soberanos da Áustria
Esta é uma lista de marqueses, duques, arquiduques, e imperadores da Áustria. O território foi governado pela família Babemberga até 1246 e pelos Habsburgo de 1272 até 1918.

## Marqueses da Áustria

### Casa de Babemberga
| # | Nome             |  | Início do governo      | Fim do governo         | Cognome(s)  | Notas                 |
| - | ---------------- |  | ---------------------- | ---------------------- | ----------- | --------------------- |
| 1 | Leopoldo I       |  | 976                    | 10 de Julho de 994     | O Ilustre   |                       |
| 2 | Henrique I       |  | 10 de Julho de 994     | 23 de Junho de 1018    | O Forte     |                       |
| 3 | Adalberto I      |  | 23 de Junho de 1018    | 26 de Maio de 1055     | O Vitorioso |                       |
| 4 | Ernesto I        |  | 26 de Maio de 1055     | 10 de Junho de 1075    | O Bravo     |                       |
| 5 | Leopoldo II      |  | 10 de Junho de 1075    | 12 de Outubro de 1095  | O Belo      |                       |
| 6 | São Leopoldo III |  | 12 de Outubro de 1095  | 25 de Novembro de 1136 | O Bom       |                       |
| 7 | Leopoldo IV      |  | 25 de Novembro de 1136 | 18 de Outubro de 1141  | O Generoso  |                       |
| 8 | Henrique II      |  | 18 de Outubro de 1141  | 1156                   |             | irmão de Leopoldo IV. |

Em 1156, o marquesado foi elevado a ducado.

## Duques da Áustria

### Casa de Babemberga
| #  | Nome         |  | Início do governo      | Fim do governo         | Cognome(s)    | Notas                 |
| -- | ------------ |  | ---------------------- | ---------------------- | ------------- | --------------------- |
| 8  | Henrique II  |  | 1156                   | 13 de Janeiro de 1177  |               |                       |
| 9  | Leopoldo V   |  | 13 de Janeiro de 1177  | 31 de Dezembro de 1194 | ´O Virtuoso   |                       |
| 10 | Frederico I  |  | 31 de Dezembro de 1194 | 16 de Abril de 1198    | O Católico    |                       |
| 11 | Leopoldo VI  |  | 16 de Abril de 1198    | 28 de Julho de 1230    | O Glorioso    | Irmão de Frederico I. |
| 12 | Frederico II |  | 28 de Julho de 1230    | 15 de Junho de 1246    | O Conflituoso |                       |

Interregno - 1246-1278

### Casa de Habsburgo
| #  | Nome            |    | Início do governo     | Fim do governo          | Cognome(s) | Notas                                                                 |
| -- | --------------- | -- | --------------------- | ----------------------- | ---------- | --------------------------------------------------------------------- |
| 1  | Rodolfo I       |    | 1278                  | 1282                    |            |                                                                       |
| 2  | Alberto I       |    | 1282                  | 1 de Maio de 1308       |            |                                                                       |
| 3  | Rodolfo II      | \| | 1282                  | 1283                    | O Afável   |                                                                       |
| 4  | Rodolfo III     |    | 1298                  | 3 de Julho de 1307      | O Bom      |                                                                       |
| 5  | Frederico III   |    | 1 de Maio de 1308     | 13 de Janeiro de 1330   | O Belo     | Irmão de Rodolfo III                                                  |
| 6  | Leopoldo VII    |    | 1308                  | 28 de Fevereiro de 1326 | O Glorioso | Irmão de Rodolfo III e Frederico III                                  |
| 7  | Alberto II      |    | 13 de Janeiro de 1330 | 16 de Agosto de 1358    | O Sábio    | Irmão de Rodolfo III, Frederico III e Leopoldo VII                    |
| 8  | Otão I          |    | 1330                  | 17 de Fevereiro de 1339 | O Feliz    | Irmão de Rodolfo III, Frederico III, Leopoldo VII e Alberto II.       |
| -  | Frederico (IV)  |    | 1339                  | 11 de Dezembro de 1344  |            | Governa com Alberto II, mas dada a sua menoridade, somente em título. |
| -  | Leopoldo (VIII) |    | 1339                  | 10 de Agosto de 1344    |            | Governa com Alberto II, mas dada a sua menoridade, somente em título. |
| 12 | Rodolfo IV      |    | 16 de Agosto de 1358  | 27 de Julho de 1365     | O Fundador |                                                                       |

## Arquiduques da Áustria
Rodolfo IV foi sucedido pelos seus irmãos, que, primeiro, governaram conjuntamente:

### Casa de Habsburgo
| #  | Nome          |  | Início do governo   | Fim do governo | Cognome(s)  | Notas               |
| -- | ------------- |  | ------------------- | -------------- | ----------- | ------------------- |
| 13 | Alberto III   |  | 27 de Julho de 1365 | 1379           | O da Trança | Irmão de Rodolfo IV |
| 14 | Leopoldo VIII |  | 27 de Julho de 1365 | 1379           | O Justo     | Irmão de Rodolfo IV |

#### Governos Divididos
Em 1379, o Tratado de Neuburg dividiu os territórios da Áustria pelos irmãos de Rodolfo IV:
A Linha de Alberto recebeu o arquiducado da Áustria:
| #                     | Nome        |  | Início do governo      | Fim do governo         | Cognome(s)  | Notas               |
| --------------------- | ----------- |  | ---------------------- | ---------------------- | ----------- | ------------------- |
| 13                    | Alberto III |  | 1379                   | 29 de Agosto de 1395   | O da Trança | irmão de Rodolfo IV |
| 15                    | Alberto IV  |  | 29 de Agosto de 1395   | 14 de Setembro de 1404 | O Paciente  |                     |
| 16                    | Alberto V   |  | 14 de Setembro de 1404 | 27 de Outubro de 1439  | O Magnânimo |                     |
| Trono vago: 1439-1440 |             |  |                        |                        |             |                     |
| 17                    | Ladislau I  |  | 1440                   | 23 de Novembro de 1457 | O Póstumo   |                     |

Após a morte de Ladislau, os seus territórios passaram para Frederico V e Alberto VI.
A Linha de Leopoldo recebeu os ducados da Estíria, Caríntia e Carniola, o Condado do Tirol e a Áustria Anterior:
| #  | Nome          |  | Início do governo  | Fim do governo                                                                                 | Cognome(s)           | Notas               |
| -- | ------------- |  | ------------------ | ---------------------------------------------------------------------------------------------- | -------------------- | ------------------- |
| 14 | Leopoldo VIII |  | 1379               | 9 de Julho de 1386                                                                             | O Justo              | irmão de Rodolfo IV |
| 20 | Guilherme I   |  | 9 de Julho de 1386 | 15 de Julho de 1406                                                                            | O Ambicioso/O Cortês |                     |
| 21 | Leopoldo IX   |  | 9 de Julho de 1386 | 15 de Julho de 1406 (Estíria, Caríntia, Carníola) 3 de Junho de 1411 (Tirol, Áustria Anterior) | O Gordo              |                     |

A Linha de Leopoldo dividiu os seus territórios:
A Linha de Ernesto recebeu os ducados da Estíria, Caríntia e Carniola, aos quais em 1457 juntaria o ducado da Áustria, herdado de Ladislau I:
| #  | Nome        |  | Início do governo      | Fim do governo        | Cognome(s) | Notas                |
| -- | ----------- |  | ---------------------- | --------------------- | ---------- | -------------------- |
| 22 | Ernesto II  |  | 15 de Julho de 1406    | 10 de Junho de 1424   | O de Ferro |                      |
| 18 | Frederico V |  | 23 de Novembro de 1457 | 19 de Agosto de 1493  | O Pacífico |                      |
| 19 | Alberto VI  |  | 23 de Novembro de 1457 | 2 de Dezembro de 1463 | O Pródigo  | irmão de Frederico V |

A Linha do Tirol recebeu o Condado do Tirol e a Áustria Anterior:
| #  | Nome         |  | Início do governo   | Fim do governo      | Cognome(s)         | Notas |
| -- | ------------ |  | ------------------- | ------------------- | ------------------ | ----- |
| 23 | Frederico IV |  | 3 de Junho de 1411  | 24 de Junho de 1439 | O de Bolsos Vazios |       |
| 24 | Sigismundo I |  | 24 de Junho de 1439 | 1490                | O Rico             |       |

Estes territórios foram reunidos por:
| #  | Nome          |  | Início do governo | Fim do governo | Cognome(s) | Notas |
| -- | ------------- |  | ----------------- | -------------- | ---------- | ----- |
| 25 | Maximiliano I |  | 1490              | 1493           |            |       |

#### Governo Unificado
Os territórios austríacos foram todos reunificados em 1493.
| #  | Nome          |  | Início do governo     | Fim do governo        | Cognome(s) | Notas |
| -- | ------------- |  | --------------------- | --------------------- | ---------- | --- |
| 25 | Maximiliano I |  | 1493                  | 12 de Janeiro de 1519 |            | |
| 26 | Carlos I      |  | 12 de Janeiro de 1519 | 1521                  |            | Neto de Maximiliano I. Também Carlos I, Rei das Espanhas, que foram passadas em 1556 a Filipe II de Espanha. |
| 27 | Fernando I    |  | 1521                  | 25 de Julho de 1564   |            | Irmão de Carlos V                                                                                            |

#### Governos divididos
Em 1564, os territórios austríacos foram divididos pelos filhos de Fernando I:

Assim, a Baixa e a Alta Áustria passaram para o 1º filho de Fernando I, Maximiliano II:
| #  | Nome           |  | Início do reinado     | Fim do reinado        | Cognome(s)           | Notas              |
| -- | -------------- |  | --------------------- | --------------------- | -------------------- | ------------------ |
| 28 | Maximiliano II |  | 25 de Julho de 1564   | 12 de Outubro de 1576 | O Culto, O Tolerante |                    |
| 29 | Rodolfo V      |  | 12 de Outubro de 1576 | 20 de Janeiro de 1612 |                      |                    |
| 30 | Matias I       |  | 1612                  | 20 de Março de 1619   |                      | Irmão de Rodolfo V |
| 31 | Alberto VII    |  | 20 de Março de 1619   | 1620                  | O Pio                | Abdicou.           |

Rodolfo V, Matias I e Alberto VII não tiveram descendência. Os seus territórios passaram então a pertencer aos territórios do 3º filho de Fernando I, Carlos II.
O Tirol e a Áustria Longínqua passaram para o 2º filho de Fernando I, Fernando II: 
| #  | Nome        |  | Início do reinado   | Fim do reinado        | Cognome(s) | Notas |
| -- | ----------- |  | ------------------- | --------------------- | ---------- | ----- |
| 32 | Fernando II |  | 25 de Julho de 1564 | 24 de Janeiro de 1595 |            |       |

Fernando II faleceu sem descendência, e os seus territórios passaram a pertencer aos descendentes do seu irmão Maximiliano II:
| #  | Nome            |  | Início do reinado     | Fim do reinado        | Cognome(s) | Notas              |
| -- | --------------- |  | --------------------- | --------------------- | ---------- | ------------------ |
| 30 | Matias I        |  | 24 de Janeiro de 1595 | 20 de Março de 1619   |            | Irmão de Rodolfo V |
| 33 | Maximiliano III |  | 1612                  | 2 de Novembro de 1618 |            |                    |

A Áustria Interior passou para o 3º filho de Fernando I, Carlos II:
| #  | Nome         |  | Início do reinado   | Fim do reinado      | Cognome(s) | Notas |
| -- | ------------ |  | ------------------- | ------------------- | ---------- | ----- |
| 34 | Carlos II    |  | 25 de Julho de 1564 | 10 de Julho de 1590 |            |       |
| 35 | Fernando III |  | 10 de Julho de 1590 | 1619                |            |       |

#### Governo reunificado
Em 1619, Fernando III reunificou todos os territórios da Áustria:
| #  | Nome         |  | Início do reinado | Fim do reinado | Cognome(s) | Notas |
| -- | ------------ |  | ----------------- | -------------- | ---------- | ----- |
| 35 | Fernando III |  | 1619              | 1623           |            |       |

#### Governos divididos
Em 1623, após 5 anos envolvida na Guerra dos Trinta Anos a Áustria é de novo dividida por Fernando III:
Assim, A Alta Áustria passou para a Linha do Tirol:
| #  | Nome                 |  | Início do reinado      | Fim do reinado         | Cognome(s) | Notas |
| -- | -------------------- |  | ---------------------- | ---------------------- | ---------- | ----- |
| 38 | Leopoldo X           |  | 1623                   | 13 de Setembro de 1632 |            |       |
| 39 | Fernando Carlos      |  | 13 de Setembro de 1632 | 30 de Dezembro de 1662 |            |       |
| 40 | Sigismundo Francisco |  | 30 de Dezembro de 1662 | 25 de Junho de 1665    |            |       |

Assim, A Baixa Áustria e a Áustria Interior continuaram sob o governo de Fernando III:
| #  | Nome         |  | Início do reinado       | Fim do reinado          | Cognome(s) | Notas |
| -- | ------------ |  | ----------------------- | ----------------------- | ---------- | ----- |
| 35 | Fernando III |  | 1623                    | 15 de Fevereiro de 1637 |            |       |
| 36 | Fernando IV  |  | 15 de Fevereiro de 1637 | 2 de Abril de 1657      |            |       |
| 37 | Leopoldo XI  |  | 2 de Abril de 1657      | 1665                    |            |       |

#### Governo definitivamente unificado
Após a morte de Sigismundo Francisco, que faleceu sem descendência, os territórios da Linha do Tirol foram unificados aos territórios da descendência de Fernando III:
Estes territórios forma unificados em 1665, por: 
| #  | Nome         |  | Início do reinado     | Fim do reinado         | Cognome(s) | Notas |
| -- | ------------ |  | --------------------- | ---------------------- | ---------- | --- |
| 37 | Leopoldo XI  |  | Julho de 1658         | 5 de Maio de 1705      |            | |
| 41 | José I       |  | 23 de Janeiro de 1690 | 17 de Abril de 1711    |            | Co-Imperador com seu pai, Leopoldo XI. |
| 42 | Carlos III   |  | 1711                  | 20 de Outubro de 1740  |            | Filho de Leopoldo I, pretendente ao trono Espanhol também como Carlos III. Veja Guerra da Sucessão Espanhola. E não deixou herdeiros homens, veja também Guerra da Sucessão da Áustria. |
| 43 | Maria Teresa |  | 20 de Outubro de 1740 | 29 de Novembro de 1780 |            | também Rainha da Hungria . |

### Casa de Lorena
| #  | Nome        |  | Início do reinado     | Fim do reinado       | Cognome(s) | Notas |
| -- | ----------- |  | --------------------- | -------------------- | ---------- | --- |
| 44 | Francisco I |  | 20 de Outubro de 1740 | 18 de Agosto de 1765 |            | co-regente da Áustria e Hungria, cujo objetivo era coroá-lo como Sacro Imperador Romano do Sacro Império Romano-Germânico |

### Casa de Habsburgo-Lorena
| #  | Nome         |  | Início do reinado       | Fim do reinado          | Cognome(s) | Notas                                                           |
| -- | ------------ |  | ----------------------- | ----------------------- | ---------- | --------------------------------------------------------------- |
| 45 | José II      |  | 18 de Agosto de 1765    | 20 de Fevereiro de 1790 |            | co-governante da Áustria, com sua mãe a Imperatriz Maria Tereza |
| 46 | Leopoldo XII |  | 20 de Fevereiro de 1790 | 1º de Março de 1792     |            | Irmão de José II.                                               |
| 47 | Francisco II |  | 1º de Março de 1792     | 11 de Agosto de 1804    |            | Último arquiduque da Áustria                                    |

## Imperadores da Áustria

### Casa de Habsburgo-Lorena
| # | Nome             |  | Início do reinado      | Fim do reinado         | Cognome(s) | Notas |
| - | ---------------- |  | ---------------------- | ---------------------- | ---------- | ----- |
| 1 | Francisco I      |  | 11 de Agosto de 1804   | 2 de Março de 1835     |            |       |
| 2 | Fernando I       |  | 2 de Março de 1835     | 2 de Dezembro de 1848  |            |       |
| 3 | Francisco José I |  | 2 de Dezembro de 1848  | 21 de Novembro de 1916 |            |       |
| 4 | Carlos I         |  | 21 de Novembro de 1916 | 12 de Novembro de 1918 |            |       |